# マリー＝テレース・ナディヒ
マリー＝テレース・ナディヒ （Marie-Theres Nadig 1954年3月8日 - ）は、スイスのザンクト・ガレン州フルムス出身の元アルペンスキー選手。

## 人物
1970年に国際舞台にデビュー。
1972年札幌オリンピックに17歳で出場、当時の女子アルペン界のスーパースターで、札幌大会でも金メダルの大本命と謳われたアンネマリー・モザー＝プレル（オーストリア）を破り滑降と大回転で金メダルを獲得、世界をアッと驚かせる活躍を見せた。この時に日本のマスメディアは『アルプスの少女』とナディヒにニックネームを贈っている。
1980年レークプラシッドオリンピックの滑降でも銅メダルを獲得した。
FISアルペンスキー・ワールドカップで通算24勝（滑降で13勝、大回転で6勝、アルペン複合で5勝）を挙げ、1980-1981シーズンには総合優勝を果たしている。このシーズンを最後に現役を引退した。
引退後、リヒテンシュタインやスイスのナショナルチームコーチなどを歴任。